# Mario's Time Machine
Mario's Time Machine (マリオ'ズ タイムマシーン?, Mario'zu Taimu Mashīn) è un videogioco educativo del franchise di Mario, pubblicato nel 1993 per MS-DOS e Super Nintendo Entertainment System e nel 1994 per Nintendo Entertainment System.

## Trama
Il gioco inizia nell'anno 1993. Bowser si è fatto costruire una macchina del tempo chiamata "Timulator", grazie alla quale ha viaggiato nel passato e ha rubato vari oggetti chiave per alcuni importanti eventi nella storia dell'uomo. Portati nel presente, li ha esposti in un museo all'interno del suo castello. Dato il grosso rischio di paradossi temporali, Mario prende il controllo del Timulator per riportare gli oggetti al loro giusto spazio e tempo, in modo da non alterare il corso della storia.
Nella versione NES Bowser rapisce anche Yoshi, che verrà liberato dall'idraulico una volta sconfitto il nemico.

## Modalità di gioco
Mario's Time Machine utilizza un differente motore grafico per ognuna delle tre versioni del gioco: la versione DOS è simile ad un'avventura grafica, mentre le versioni SNES e NES utilizzano un sistema platform a scorrimento ripreso da Super Mario World. Come il precedente Mario Is Missing!, il gioco non prevede salvataggi (tranne nella versione DOS), ma ha un sistema di password grazie al quale si può riprendere da un particolare punto del gioco.

### Versioni DOS e SNES
Nelle versioni DOS e SNES gli oggetti sono in vista, e una volta ottenuto uno comparirà la schermata del Timulator, nel quale bisognerà selezionare la data e il luogo giusto; prima di raggiungere il luogo e il tempo decisi partirà un minigioco nel quale Mario surfa sull'oceano, e dovrà raccogliere dieci funghi per completare il viaggio nel tempo. Arrivati a destinazione, un documento fornirà al giocatore alcune informazioni riguardanti il personaggio legato all'oggetto che va portato in quel luogo e quel tempo; le informazioni sono però frammentarie e sta al giocatore aggiungere le parole mancanti, scegliendo fra una lista di termini. Parlare con le persone nell'area fornisce alcuni indizi su quali parole inserire. Se si sbaglia tre volte, Mario viene rispedito nel 1993 e deve ricominciare da capo. Inserite tutte le parole correttamente, Mario può consegnare l'oggetto al suo proprietario. Il finale del gioco varia a seconda del tempo impiegato a restituire tutti gli oggetti: se il tempo impiegato è poco, Bowser cercherà di scappare usando il Timulator che, in sovraccarico, lo bloccherà nel Giurassico; se invece il tempo impiegato è troppo, la fuga di Bowser col Timulator riuscirà, e raggiungerà un'area chiamata "Paradiso".

### Versione NES
Nella versione NES, nonostante la presenza di nemici (principalmente Koopa Troopa e Martelkoopa), Mario non può perdere vite né subire danni, rendendo impossibile perdere al gioco. Per ottenere un oggetto bisogna entrare in una delle porte del castello, attraverso la quale si verrà trasportati in una copia dell'originale Mario Bros.; sconfiggendo tre Koopa Troopa verrà rilasciato un oggetto. Entrando nel macchinario al centro dell'area (il Timulator) si potrà selezionare solo una tra le quattordici date preimpostate, e la macchina trasporterà automaticamente Mario nel luogo legato alla data e all'evento in questione. A differenza delle altre versioni, non viene dato alcun indizio sull'epoca dell'oggetto, quando questi viene ottenuto; è tuttavia possibile ottenere alcuni indizi tramite dei blocchi sparpagliati per il livello. Dopo aver riportato tutti gli oggetti alle rispettive epoche, il gioco porrà tre domande a risposta multipla a caso sui periodi storici visitati. Rispondere in modo corretto a tutte le domande porterà il giocatore alla battaglia finale contro Bowser, sconfitto il quale Yoshi verrà liberato e la partita sarà vinta.

## Sviluppo
Le versioni per DOS e SNES vennero sviluppate da The Software Toolworks e pubblicate da Mindscape, mentre la versione NES è stata sviluppata da Radical Entertainment e pubblicata da Nintendo. Il gioco è stato distribuito originariamente per computer nel 1993 (ripubblicato in una versione aggiornata come Mario's Time Machine Deluxe nel 1996), successivamente per SNES nel dicembre dello stesso anno, ed infine per NES il 23 aprile 1994.

## Accoglienza
Fin dalla sua pubblicazione, Mario's Time Machine ha ricevuto critiche negative. Game Rankings gli ha dato un punteggio di 60.25%, basato su due recensioni. Nintendo Power lo votò 2.65/5, mentre Electronic Gaming Monthly 6.75/10. Brian Altano e Brian Miggels per GameSpy definirono il finale del gioco come uno dei peggiori di sempre, criticandolo perché mostra un piangente Bowser. GamesRadar scrisse che a chi è piaciuto il gioco probabilmente piacerà Una notte al museo 2, sul quale pubblicò una recensione fortemente negativa. Un successivo articolo, sempre di GamesRadar, scrisse che «cinque, forse sei persone hanno giocato la versione NES di Mario's Time Machine». ABC Good Game lo definì «terribile» e «troppo difficile per qualsiasi bambino in età prescolastica». Nintendo of Canada offrì una copia sigillata del gioco per un'asta di beneficenza, insieme ad altri titoli per console Nintendo. Nel suo libro Video Games: A Guide for Savvy Parents, David Sheff scrisse che i contenuti educativi erano buoni, ma criticò la giocabilità. Andy Slaven, nel suo libro Video Game Bible, 1985-2002, accusò il gioco di copiare Where in Time Is Carmen Sandiego?, aggiungendo che non è un brutto gioco, ma non è neanche un buon gioco educativo.
David Wesely e Gloria Barczak associarono Mario's Time Machine all'allora enorme mole di spin-off del franchise di Mario, aggiungendo che questo ha quasi distrutto il franchise. The Independent lo paragonò a Mario Is Missing!, lodandolo per il suo valore educativo per i bambini. Allgame descrisse le scene d'azione come «terribilmente noiose» e la sequenza introduttiva «appena nella media». IGN inserì il titolo nella la sua lista "altri giochi di Mario", definendo l'introduzione «noiosa» e criticando il gameplay per non essere un vero platform. Scrisse anche che, nonostante il gioco fosse stato sviluppato «con le migliori intenzioni», il prodotto finale è stato «decisamente poco profondo». Sempre IGN criticò la decisione di far viaggiare Mario attraverso dei periodi temporali reali, affermando che «occupa l'immaginazione, un luogo con Festival delle Stelle e piante-piranha giganti». Nel 2007 ScrewAttack inserì Mario's Time Machine al 4º posto nella classifica dei 10 peggiori videogiochi di Mario, criticandolo per aver rovinato il concetto di un videogioco di Mario sui viaggi nel tempo.